# یوهانس اشتاینهوف
یوهانس اشتاینهوف (به آلمانی: Johannes Steinhoff) (۱۵ سپتامبر ۱۹۱۳ – ۲۱ فوریه ۱۹۹۴) نظامی بلندپایه و خلبان تک‌خال آلمانی در دوره رایش سوم بود که در تمامی طول جنگ جهانی دوم در لوفت‌وافه خدمت کرد. او پس از جنگ به بوندس‌ور پیوست و یکی سازمان‌دهندگان نیروی هوایی جدید آلمان بود که خود مدتی فرماندهی آن را بر عهده داشت. اشتاینهوف با ترفیع تا درجه ارتشبدی، همچنین جزو مقامات ارشد ناتو بود.
اشتاینهوف با پیش از ۱۰۰ نوع هواگرد از هواگرد دوباله تا هواگرد جت پرواز کرد. او با حصول ۱۷۶ پیروزی هوایی تأیید شده بیست‌ودومین خلبان برتر جنگنده آلمان و جهان به حساب می‌آید. از این مقدار ۲۷ مورد برابر هواگردهای متفقین غربی و مابقی در جبهه شرقی حاصل شد.

## زندگی
یوهانس اشتاینهوف بین سال‌های ۱۹۳۲ تا ۱۹۳۴ در دانشگاه ینا لغت‌شناسی خواند. سال ۱۹۳۴ وارد دانشکده افسری نیروی دریایی شد. با علاقه به هوانوردی، سال ۱۹۳۶ به لوفت‌وافه پیوست. دوره آموزش پرواز با هواگرد جنگنده را گذراند. پیش از جنگ در یک یگان آزمایشی جنگنده شبانه قرار گرفت. او که برای رزم در روز آموزش دیده بود، به رزم شبانه با شک می‌نگریست. چند روز پس از آغاز جنگ جهانی دوم برای شرکت در نشستی در رابطه با تاکتیک‌های جنگنده‌های شبانه به ریاست فیلدمارشال هرمان گورینگ، فرمانده کل لوفت‌وافه، به برلین رفت. اشتاینهوف در این جلسه سعی کرد موضوع جنگنده‌های شبانه را مورد انتقاد قرار دهد اما به او اجازه صحبت کردن داده نشد. در ادامه یک اسکادران جنگنده‌های مسرشمیت ب‌اف ۱۰۹ را در جناح ۱ شکاری شبانه فرماندهی کرد. ماه دسامبر سال ۱۹۳۹ با موفقیت این یگان را در نبرد خلیج هلگولانت علیه بمب‌افکن‌های نیروی هوایی بریتانیا هدایت نمود. با این وجود همچنان مکررا به ابراز انتقاد و اعتراض نسبت به رزم شبانه ادامه داد. در نهایت با درخواست او موافقت شد و با همکاری سروان ولفگانگ فالک، فرمانده جناح ترتیب لازم جهت انتقال اشتاینهوف به رزم روزانه انجام گرفت.